# Palazzo Bolinder
Il Palazzo Bolinder (in svedese: Bolinderska palatset) è uno storico edificio di Stoccolma in Svezia.

## Storia
L'edificio venne fatto costruire dall'industriale Jean Bolinder (1813-1888), fondatore della Bolinders Mekaniska Verkstad. Progettato dall'architetto svedese Helgo Zettervall, il palazzo venne eretto tra il 1874 e il 1877.

## Descrizione
L'edificio presenta uno stile ispirato all'architettura rinascimentale veneziana.